# Музей образотворчих мистецтв (Лейпциг)
Музе́й образотво́рчих мисте́цтв (нім. Museum der bildenden Künste) — міський художній музей Лейпцигу, колекція живопису та скульптури якого вважається однією з найдавніших, найбільших та найцінніших міських художніх колекцій в Німеччині.

## Історія

### Заснування музею та його перша будівля

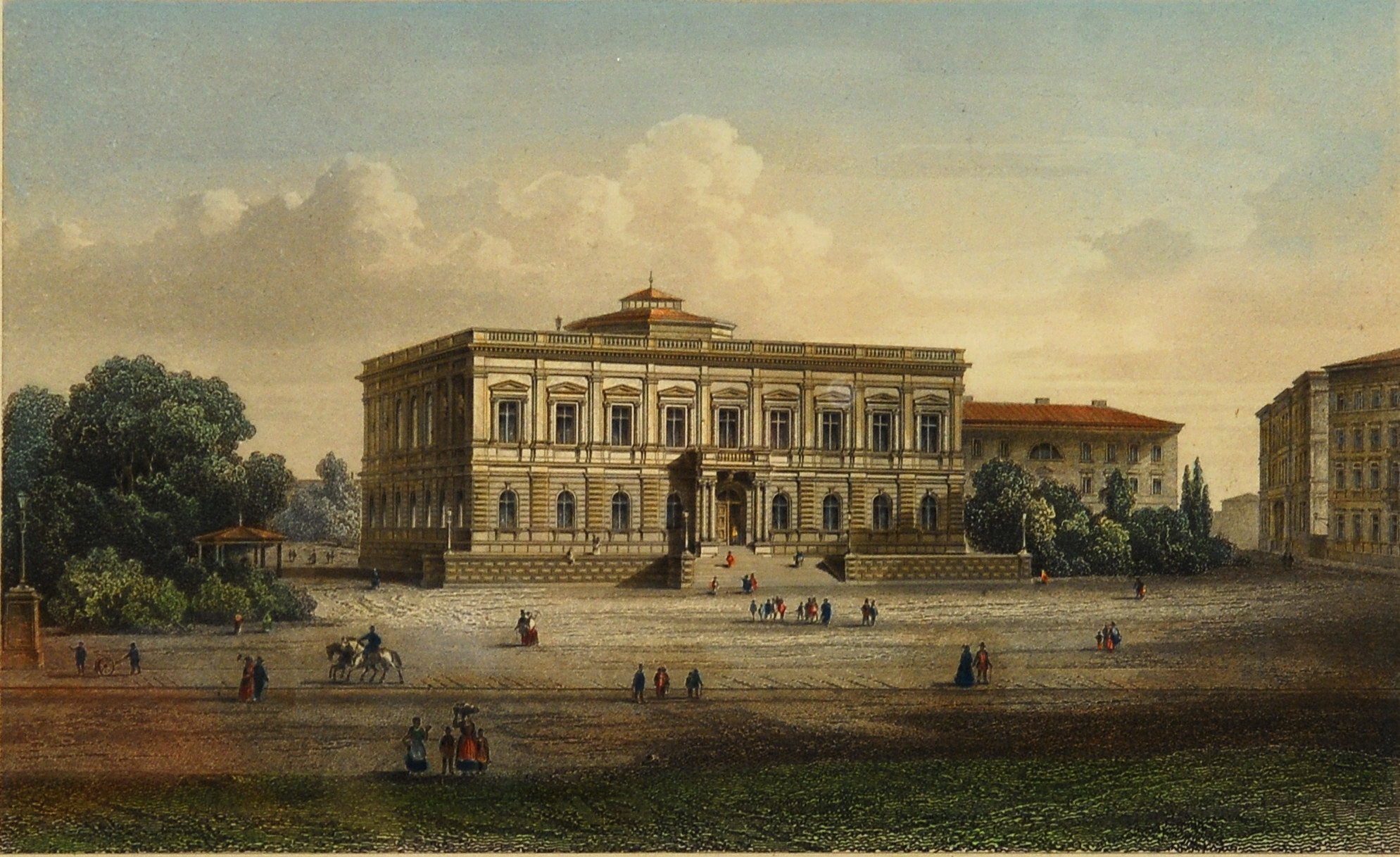
Перше приміщення лейпцизького музею, 1858

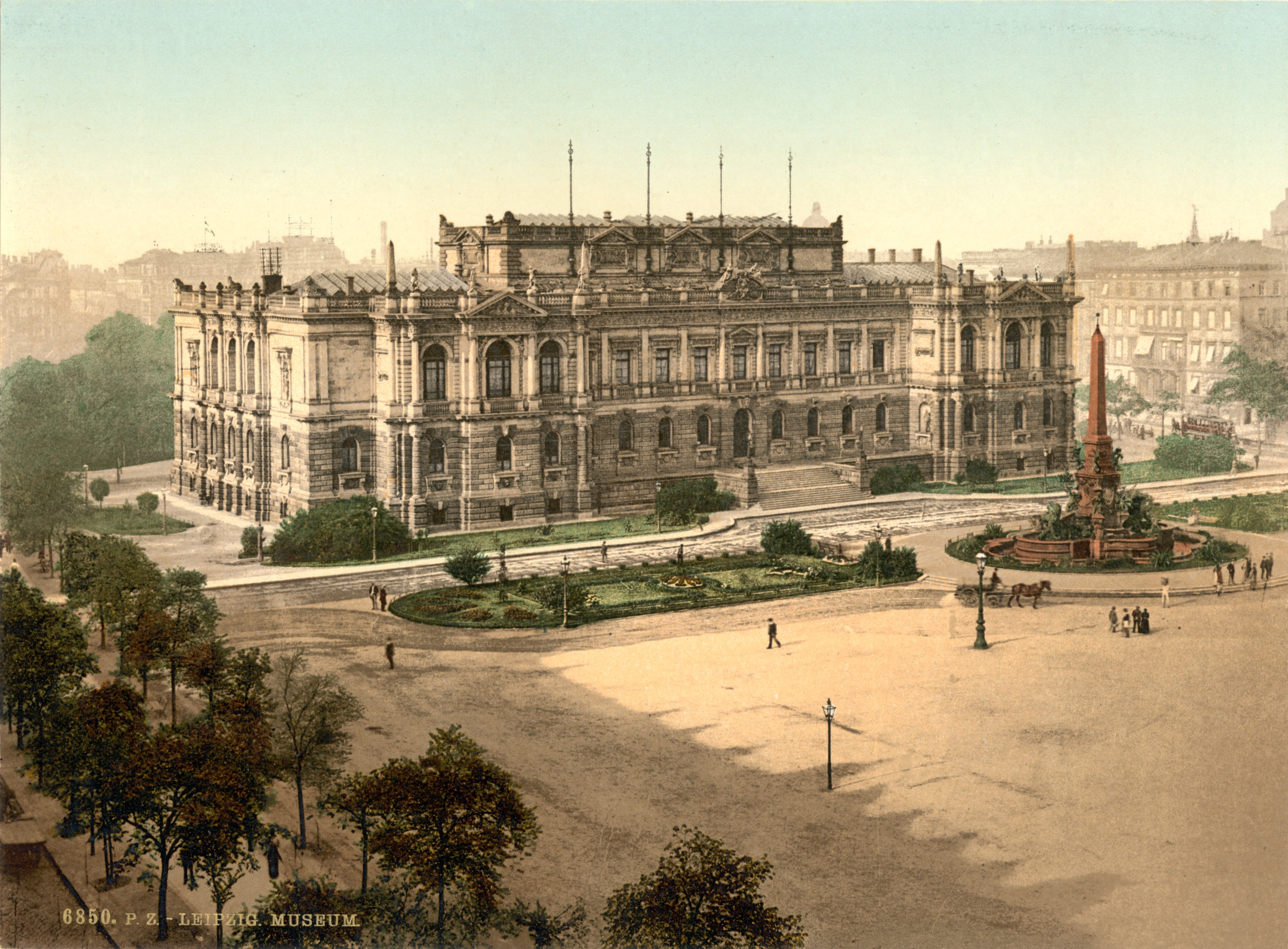
Лейпцизький музей на Ауґустусплац, 1890-1900

Історія музею починається з заснування лейпцизького товариства любителів мистецтва в 1837 р., члени якого — колекціонери й меценати поставили собі за мету створити в Лейпцигу художній музей. 10 грудня 1848 року завдяки зусиллям цієї організації в будівлі першої міської школи в Моріцбастай відкрився Міський музей, у якому було представлено близько сотні подарованих музею творів сучасного мистецтва.
Колекція збагачувалася завдяки експонатам, подарованим музею зокрема Максиміліаном Шпеком фон Штернбургом, Альфредом Тіме та Адольфом Генріхом Шлеттером. 1853 року купець і збирач мистецтва Адольф Генріх Шлеттер передав свою колекцію в дар місту з умовою, що протягом п'яти років для Міського музею буде побудовано власну будівлю. Нову будівлю музею на площі Ауґустусплац (нім. Augustusplatz), на місці якої зараз знаходиться концертний зал «Гевандгаус», було побудовано в стилі італійського Ренесансу за проектом архітектора Людвіга Ланге. Музей на новому місці відкрився незадовго до закінчення встановленого строку Шлеттером 18 грудня 1858 р. З 1880 до 1886 року в зв'язку з постійним зростанням колекції музею будівлю було розширено за проектом архітектора Гуго Ліхта.
Як і інші музейні колекції Німеччини, націонал-соціалізм не пощадив музейні фонди живопису і скульптури в Лейпцизі. В 1937 році в рамках пропагандистської акції боротьби з дегенеративним мистецтвом з лейпцизького музею було вилучено 394 твори живопису та графіки, виконаних переважно в експресіоністській манері . У ніч на 4 грудня 1943 року в результаті повітряного нальоту на місто будівля музею була зруйнована. Велика частина колекції до того часу вже була перевезена у сховище.

### Музей Димитрова та інші проміжні рішення

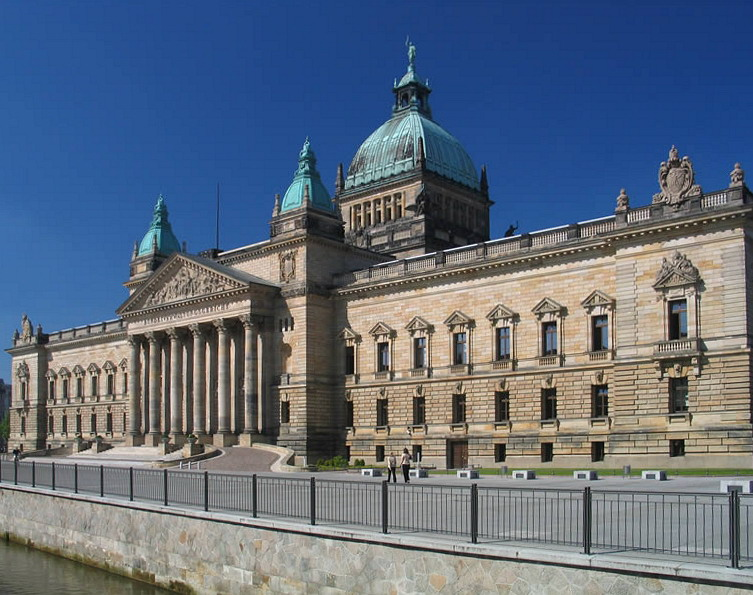
Колишній будинок Імперського суду, де з 1952 до 1997 року розміщувався лейпцизький Музей образотворчих мистецтв

Після зруйнування будівлі музею на Ауґустусплац для Міського музею почалася тривалий період «безпритульності» (61 рік), що обмежувало можливості експозиції музею. В 1948 р. музей в'їхав в колишній будинок Імперського банку на вулиці Петерссштрассе (нім. Petersstraße), у 1952 р. музей переїхав до колишньої будівлі Імперського суду (зараз тут розташований Адміністративний суд Німеччини) і став Музеєм Димитрова.
Після того, як у травні 1992 р. було ухвалене рішення про перенесення Федерального адміністративного суду до Лейпцига, в серпні 1997 р. музей був змушений знову переїхати в інше місце — в лейпцігський «Торговий двір» (нім. Handelshof).

### Нова будівля
У середині 1990-х рр.. місто ухвалило рішення про будівництво для Музею образотворчих мистецтв власного будинку. 4 грудня 2004 р., рівно через 61 рік після знищення будівлі на Ауґустусплац, музей відкрив двері перед відвідувачами в новій будівлі на площі Заксенплац (нім. Sachsenplatz). Будівництво нової будівлі у формі куба за проектом архітекторів Карла Хуфнагеля, Петера Пютца і Міхаеля Рафаеліана обійшлося в 74,5 млн євро. Це перша будівля художнього музею, побудована в Німеччині починаючи з 1950 р.
Музей образотворчих мистецтв у Лейпцизі занесений до виданої в 2001 р. «Синьої книги», куди входять найзначніші установи культури на території нових федеральних земель.

## Колекція

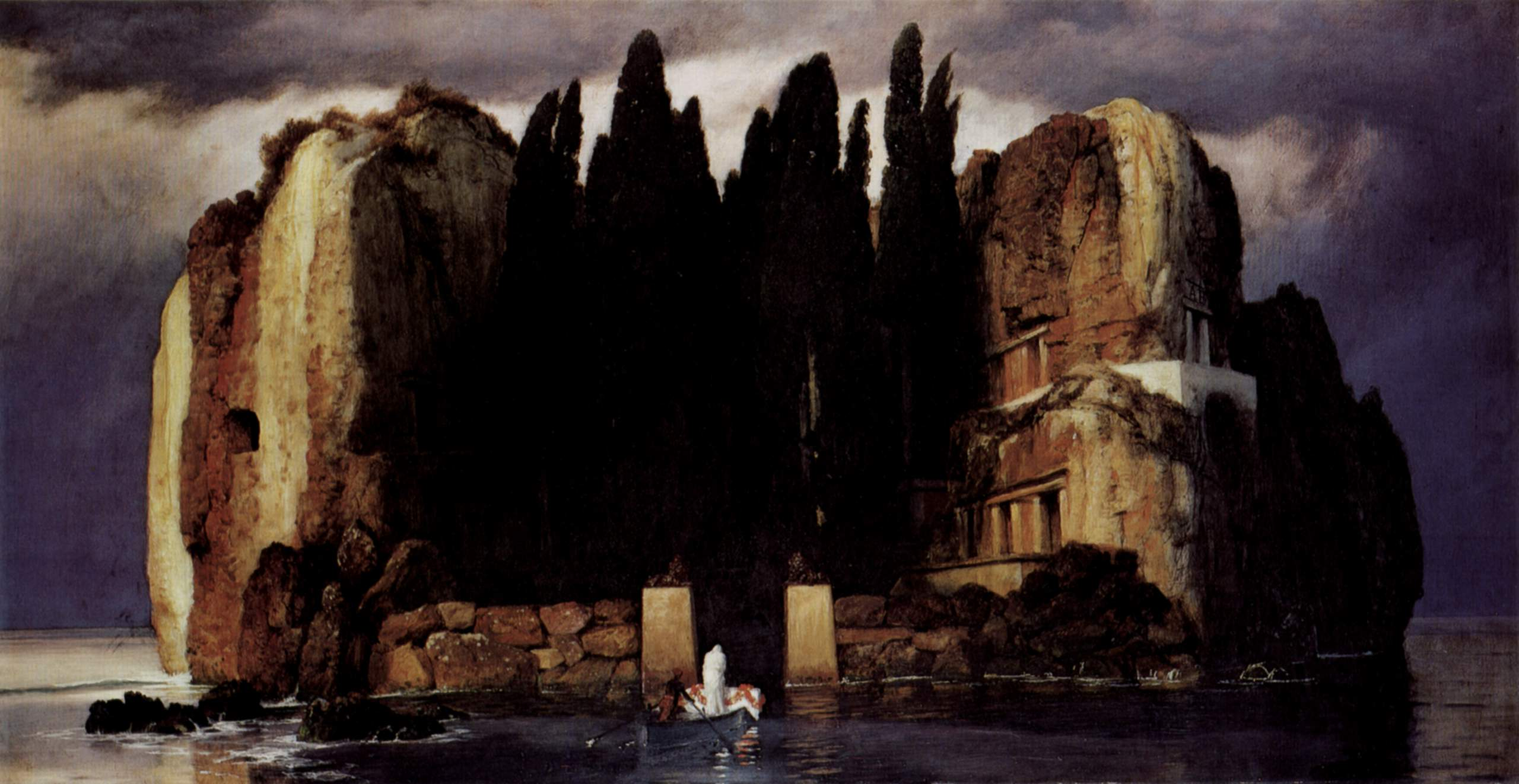
Арнольд Беклін, Острів мертвих, 1886, Музей образотворчих мистецтв (Лейпциг).

Зараз колекція музею, що становить 3500 мальованих, 1000 скульптурних і 60000 графічних творів мистецтва, повноцінно розмістилася на площі в 7000 кв.м. Збірка музею охоплює твори починаючи з пізнього Середньовіччя і аж до сучасності. У колекції представлені твори старих німецьких і голландських майстрів XV і XVI ст., Італійське мистецтво XV—XVIII ст., Мистецтво Нідерландів XVII ст., Французьке мистецтво XIX ст., А також мистецтво Німеччини періоду XVIII—XX ст.
Значну частину колекції складають:
- твори голландських і німецьких майстрів XV—XVI ст.: Майстра Франке, Яна ван Ейка, Рогіра ван дер Вейдена, Лукаса Кранаха Старшого, Георга Лембергера, Бартоломеуса Брейна, Ганса Роттенгаммера, Адама Ельсгаймера;
- твори німецьких майстрів XVII ст. (наприклад, Георга Флегеля);
- роботи італійських живописців XV—XVI ст.: Фра Анджеліко, Якопо дель Селлайо, Франческо Франча, Себастьяно Майнарді, Чіма да Конельяно, Рафаеля Санті, Якопо Тінторетто;
- картини голландців XVII ст.: Франса Галса, Гендріка ван Балена старшого, Бартоломеуса ван дер Гелста, Арта ван дер Нера, Класа Моленара, Альберта Кейпа, Пітера де Хооха, Герарда Терборха тощо;
- роботи митців «часу Гете» (die Goethezeit): Антона Граффа, Йоганна Тішбейна старшого тощо;
- твори романтиків (Каспар Давид Фрідріх) і представників дюссельдорфської художньої школи (Андреас Ахенбах).

У центрі скульптурної колекції знаходиться портрет Людвіга ван Бетховена роботи Макса Клінгера, видатного сина Лейпцига. Творчості Клінгера і Макса Бекманна в музеї відведено окремий поверх. В експозиції представлено також скульптурні твори українського й американського митця Олександра Архипенка.
Сучасне мистецтво представлено в музеї комплексної експозицією представників лейпцизької школи: Бернгарда Гайзіга, Вернера Тюбке та Вольфганга Маттхоєра — та великими фондами уславлених німецьких художників Нео Рауха і Даніеля Ріхтера.

## Галерея

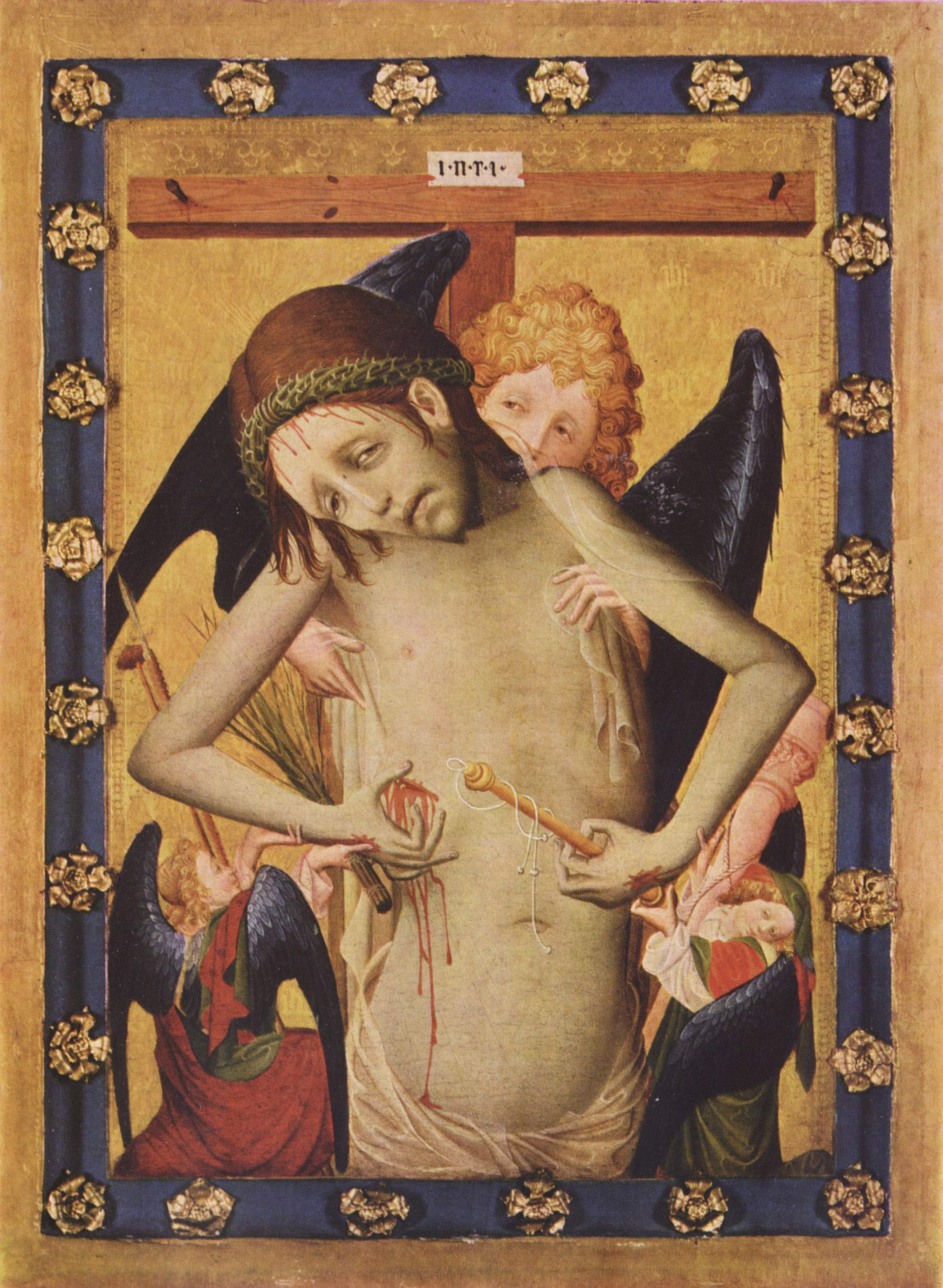
Майстер Франке. Страждаючий Христос. бл. 1430
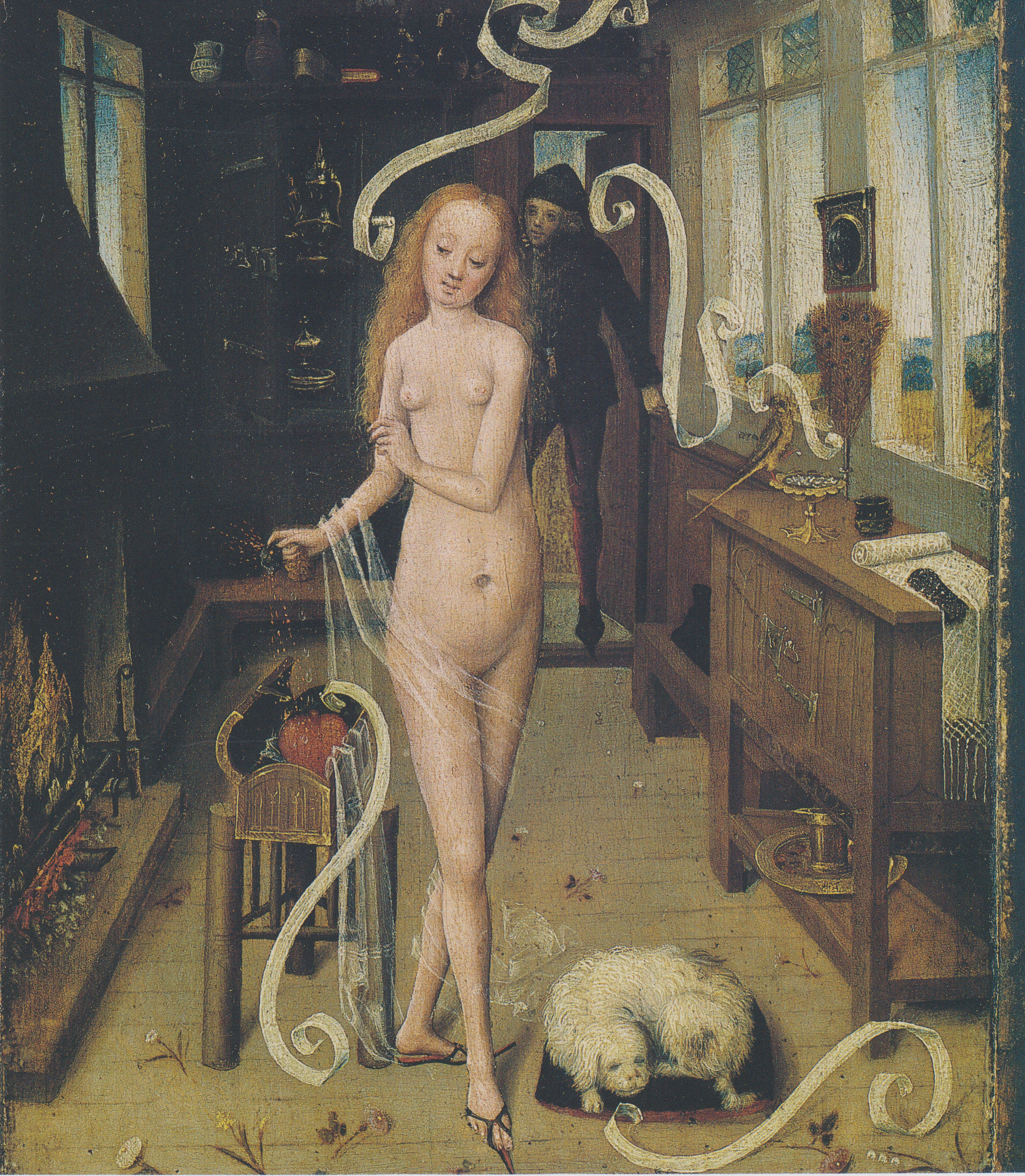
Нижньорейнський майстер. Чари кохання. 1470/1480
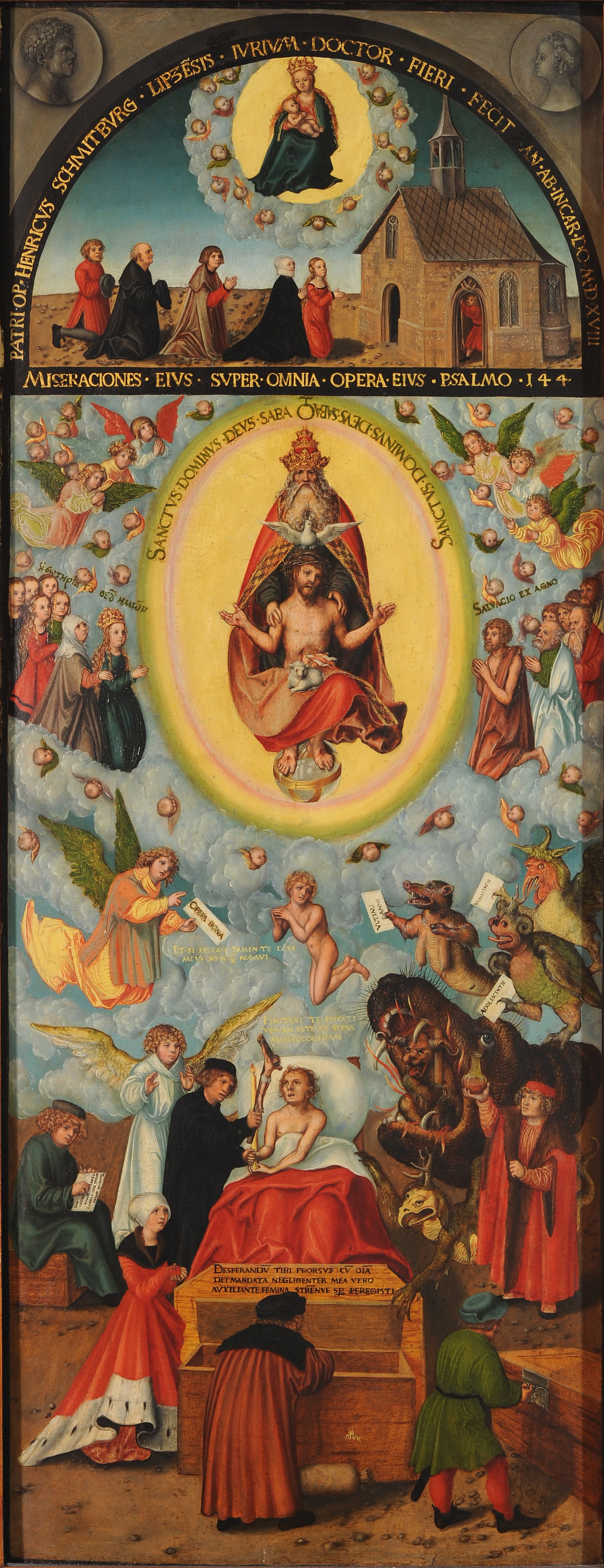
Лукас Кранах Старший. Помираючий. 1518
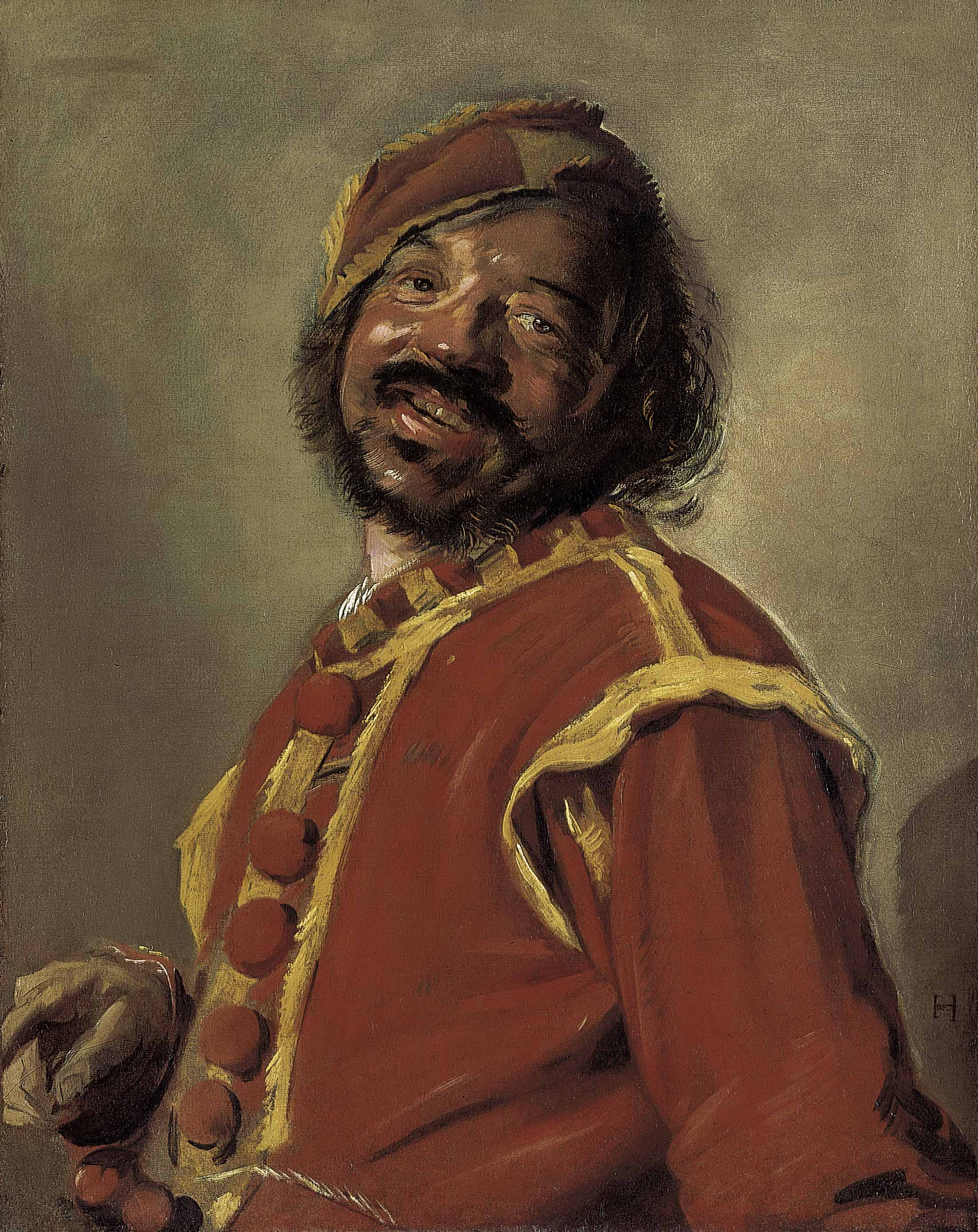
Франс Галс. Мулат. 1627
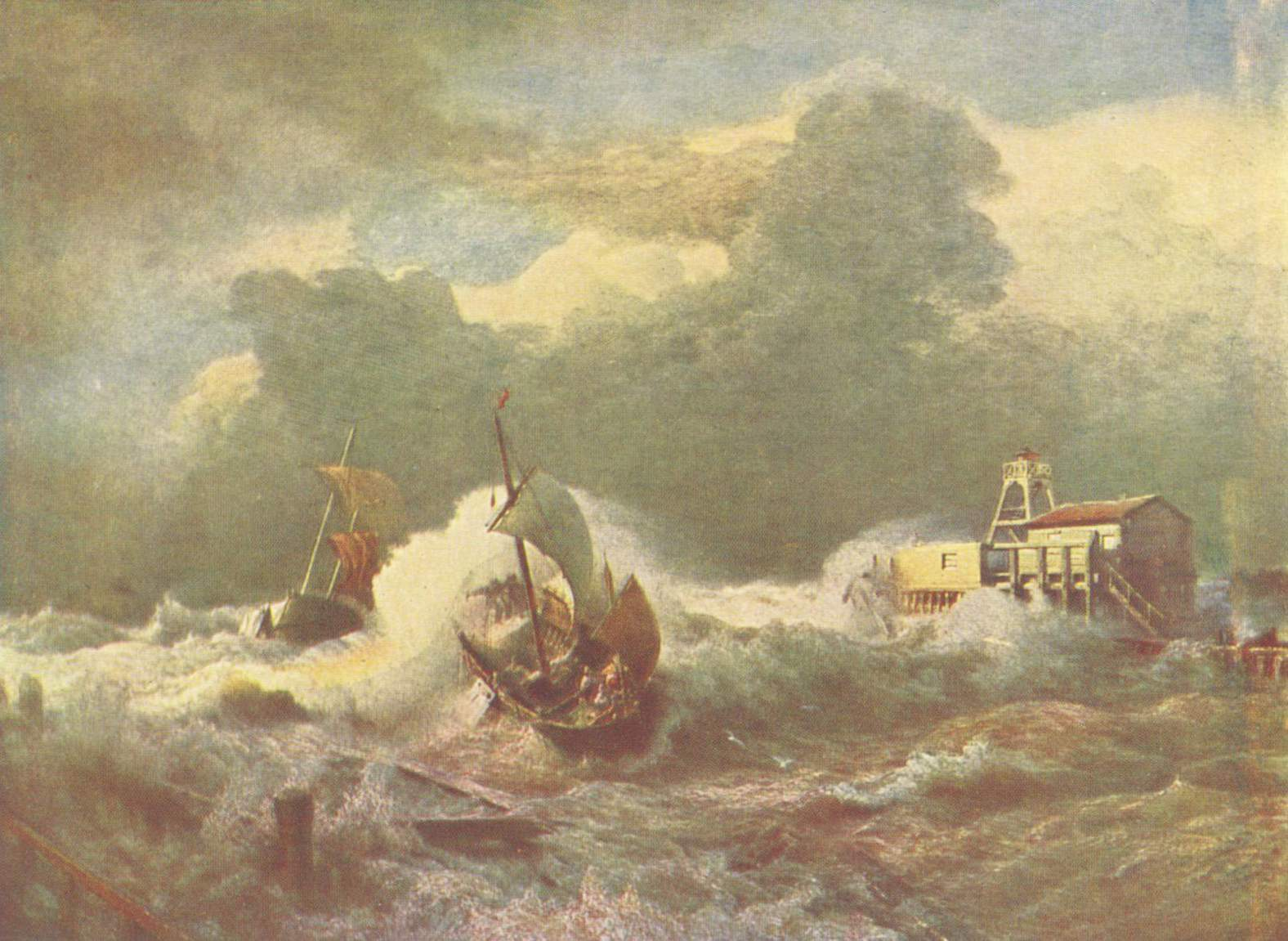
Андреас Ахенбах. Маяк поблизу Остенде. 1887
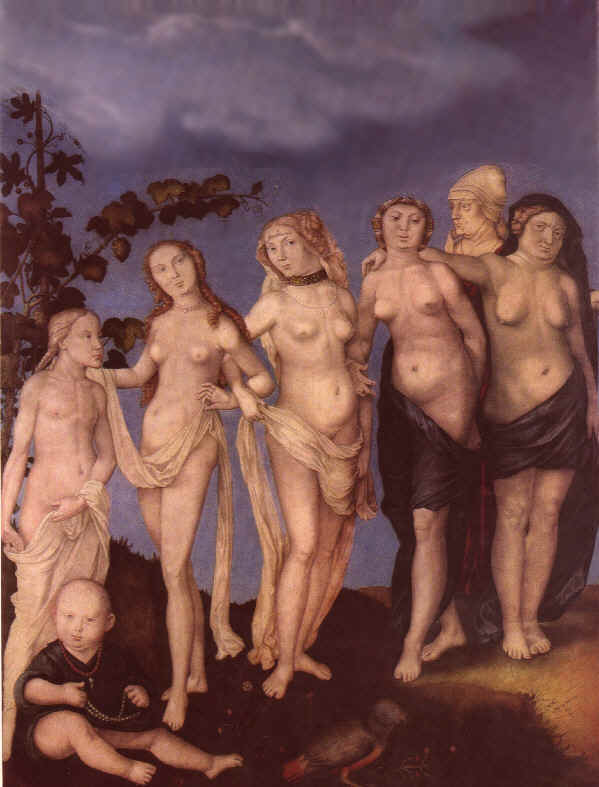
Ганс Бальдунг. Сім віків жінки. 1544.
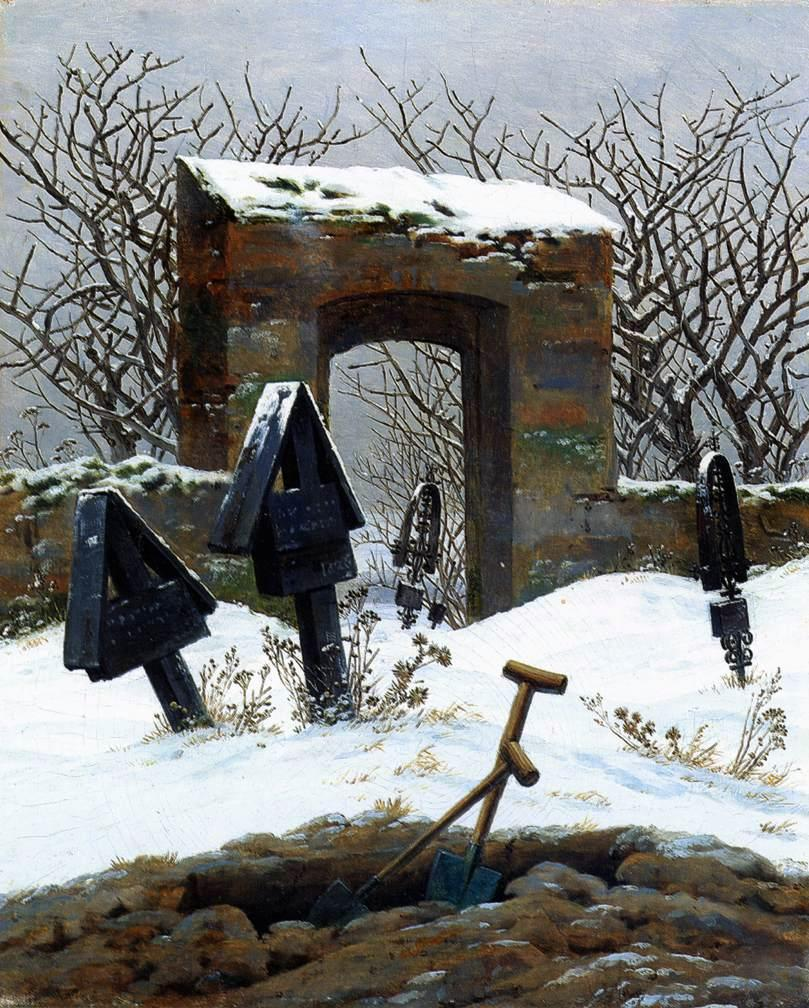
Каспар Давид Фрідріх. Кладовище в снігу. 1826
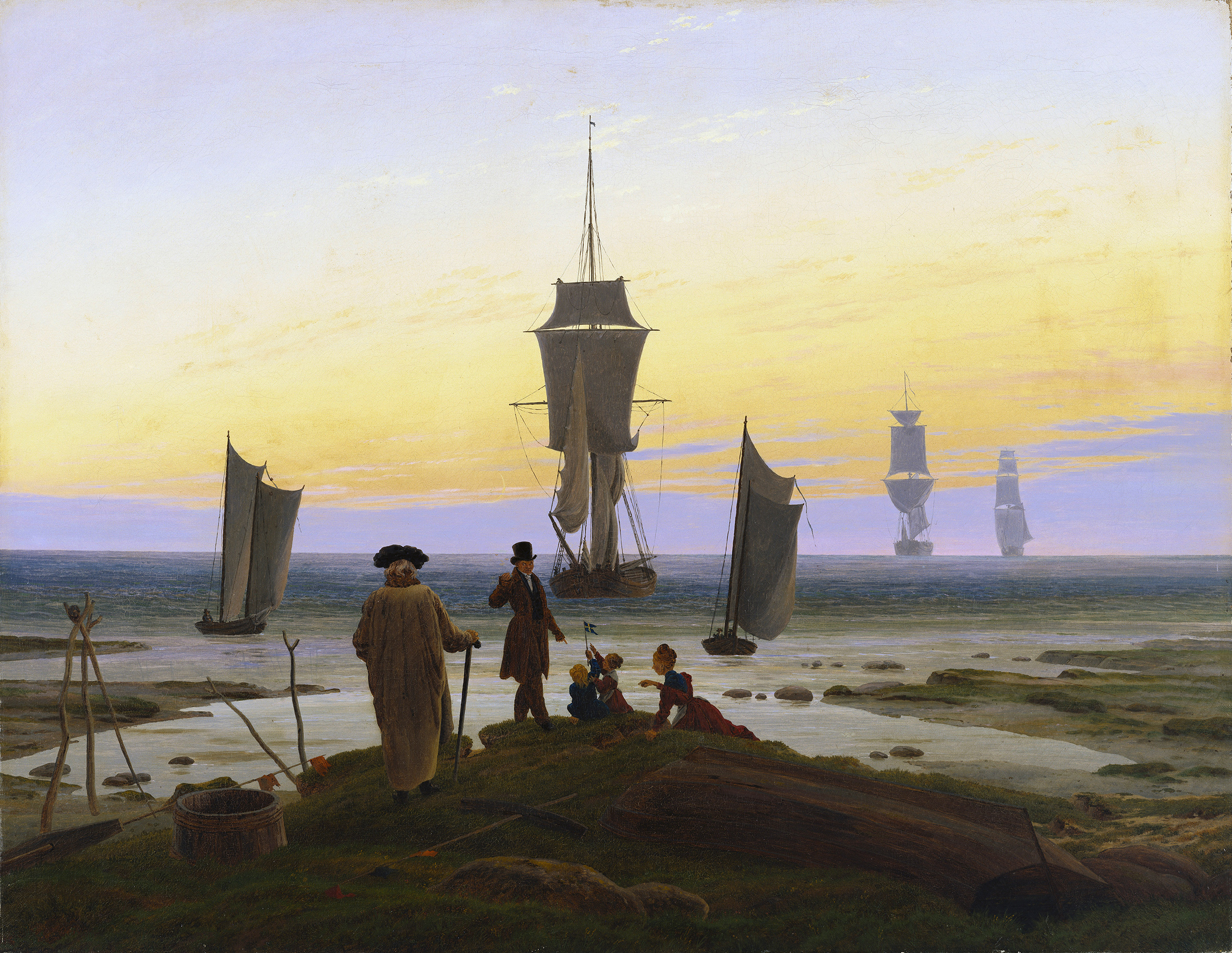
Каспар Давид Фрідріх. Етапи життя. 1834
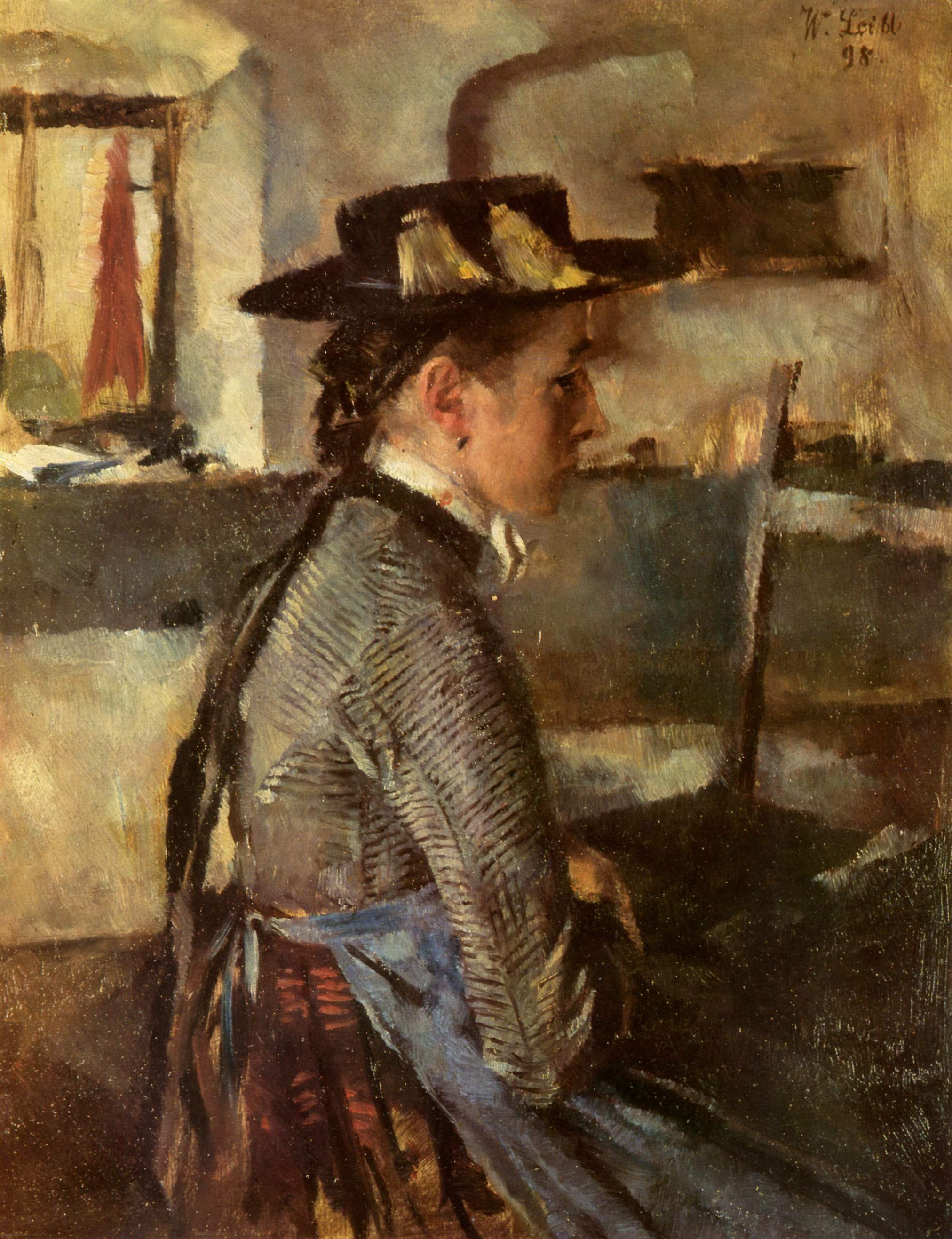
Вільгельм Лейбл. В очікуванні. 1898.
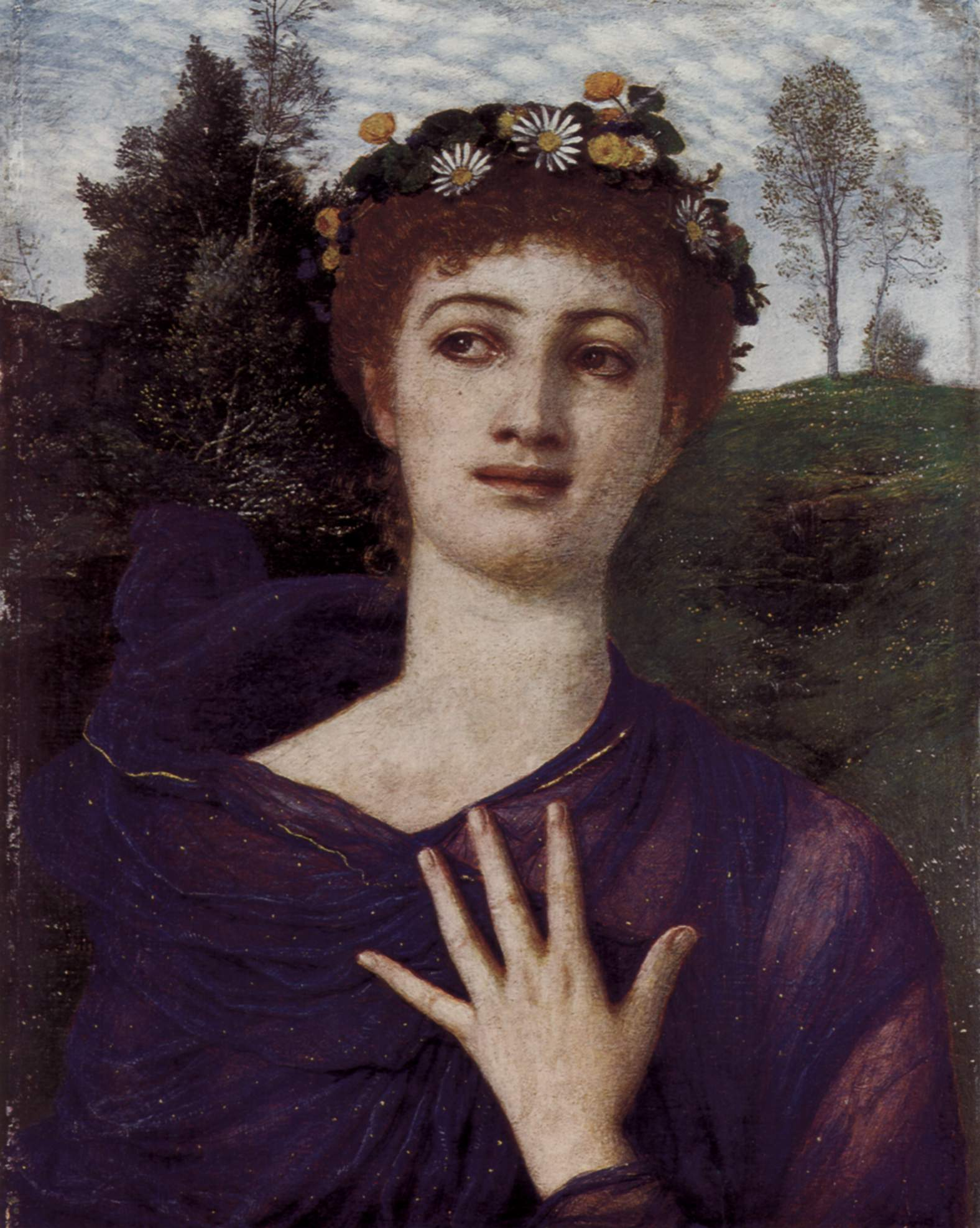
Арнольд Беклін. Весна. 1875
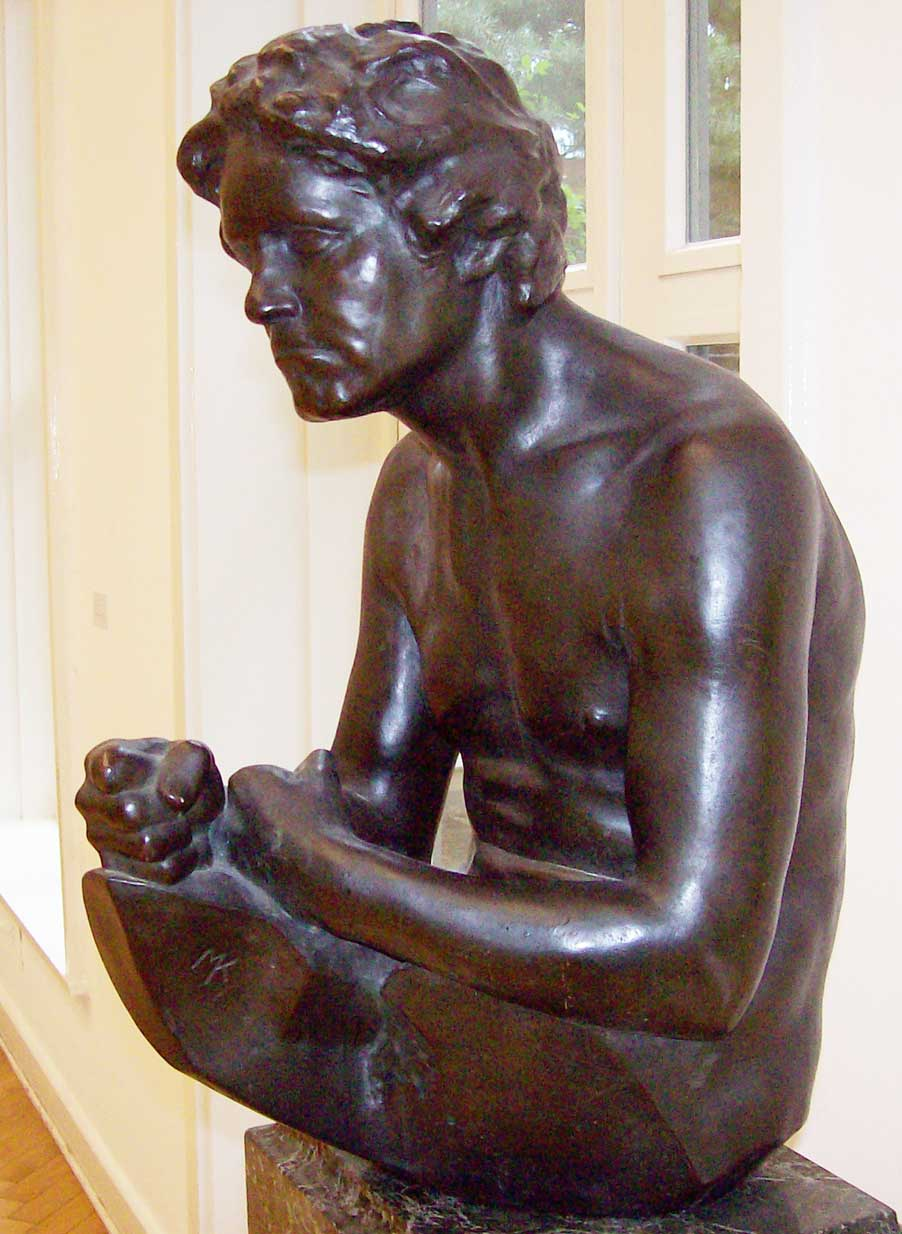
Макс Клінгер. Портрет Бетховена. 1902